# Rásonysápberencs, Borsod-Abaúj-Zemplén
Rásonysápberencs este un sat în districtul Szikszó, județul Borsod-Abaúj-Zemplén, Ungaria, având o populație de 605 locuitori (2011). 

## Demografie
Componența etnică a satului Rásonysápberencs
     Maghiari (80,23%)
     Romi (19,77%)
Componența confesională a satului Rásonysápberencs
     Reformați (32,89%)
     Romano-catolici (31,07%)
     Greco-catolici (15,87%)
     Fără religie (4,63%)
     Luterani (1,65%)
     Necunoscută (13,39%)
     Atei (0,5%)
Conform recensământului din 2011, satul Rásonysápberencs avea 605 locuitori. Din punct de vedere etnic, majoritatea locuitorilor (80,23%) erau maghiari, cu o minoritate de romi (19,77%). Nu există o religie majoritară, locuitorii fiind reformați (32,89%), romano-catolici (31,07%), greco-catolici (15,87%), persoane fără religie (4,63%) și luterani (1,65%). Pentru 13,39% din locuitori nu este cunoscută apartenența confesională.